# Suragina pauliani
Suragina pauliani är en tvåvingeart som beskrevs av Elisabeth K. Stuckenberg 1965. Suragina pauliani ingår i släktet Suragina och familjen bäckflugor.
Artens utbredningsområde är Madagaskar. Inga underarter finns listade i Catalogue of Life.